# Metapolybia suffusa
Metapolybia suffusa är en getingart som först beskrevs av Fox 1899.  Metapolybia suffusa ingår i släktet Metapolybia och familjen getingar. Inga underarter finns listade i Catalogue of Life.